# Alex (телерадіокомпанія)
ТРК «ALEX» — закритий запорізький телеканал, який почав своє мовлення на території Запорізької області та частково Дніпропетровської області з 25 вересня 1995 року і припинив роботу 1 лютого 2023 року. Телеканал названий на честь колишньої назви Запоріжжя (рос. Александровск).

## Історія
15 квітня 1991 року було засновано підприємство «Кабельні інформаційно-телевізійні системи» («КІТС»), на базі якого створена телерадіокомпанія «Алекс» — найстаріша з недержавних телерадіокомпаній у Запоріжжі.
1998 року колектив ТРК «Алекс» висунув балотуватися свого головного редактора до парламенту Олександра Кузнєцова, який з величезним відривом виграв вибори і став народним депутатом України. У тому ж році Олександр Кузнецов помер від зупинки серця.

Відсоток до респондентів, які дивилися регіональний телеканал протягом останніх 6 місяців

Потенційна аудиторія телеканалу «Алекс» була 1,5 млн осіб, що мешкають у Запорізькій та Дніпропетровській областях. Телекомпанія була найбільшим в регіоні виробником авторських проєктів. Серед них особливою популярністю серед телеглядачів користувалися програми «Алекс-Інформ», «Вдала покупка», «Fashion club», «Місто Z», «Сфера інтересів», «Навколишнє середовище», «Лінія стилю», «Караван» та чимало інших.
Колектив ТРК «Алекс» складався з понад 100 осіб. За свою творчість працівники телеканалу не один раз удостоювалися призів, грамот й дипломів. Серед особливо почесних нагород — «Телетріумф-2002» за найкращі регіональні новини в Україні, «Золоте дієслово» (Росія) — за програму «Про Росію з любов'ю», «Чорноморська чайка» (м. Одеса) — за цикл програм про ВАТ «Мотор Січ», ТРК «Алекс» є дипломантом Євразійського Форуму в Москві, переможцем Міжнародного конкурсу журналістів «Потрібен нам берег турецький» в Анталії, призером Конкурсу журналістів СНД «Місто жінок» в Санкт-Петербурзі, лауреатом Всеукраїнського фестивалю «Відкрий Україну!» у Києві тощо.
1 лютого 2023 року стало відомо, що телеканал «Алекс» призупиняє свою діяльність, про що його керівництво надіслало повідомлення до Національної ради з питань телебачення України про  призупинення мовлення як цифрового, так і аналогового.
26 вересня 2024 року Нацрада анулювала ліцензію ТОВ «Телерадіокомпанія «Алекс ТВ», через невідповідність структури власності ліцензіата вимогам до суб’єктів у сфері аудіовізуальних медіа, передбачених частиною другою статті 21 Закону України «Про медіа».